# ザ・キルズ
ザ・キルズ (The Kills) は、ジェイミー・ヒンスとアリソン・モシャートからなるインディー・ロックデュオ/バンド。

## 略歴
アリソンがディスカウントとしてイギリス公演中、泊まったホテルの部屋の上の部屋が偶然にもジェイミーの部屋だった。ジェイミーの部屋から聞こえる音楽に興味を持ったアリソンがジェイミーの部屋を訪ねたことで、2人の交流が始まる。
2人は意気投合し、アリソンがアメリカへ帰国後も大西洋をはさんで交流を続ける。ディスカウント解散後、アリソンが渡英。
アリソン、「ヴィヴィ」に改名。ジェイミー、「ホテル」に改名。
2001年、デモテープ発表。

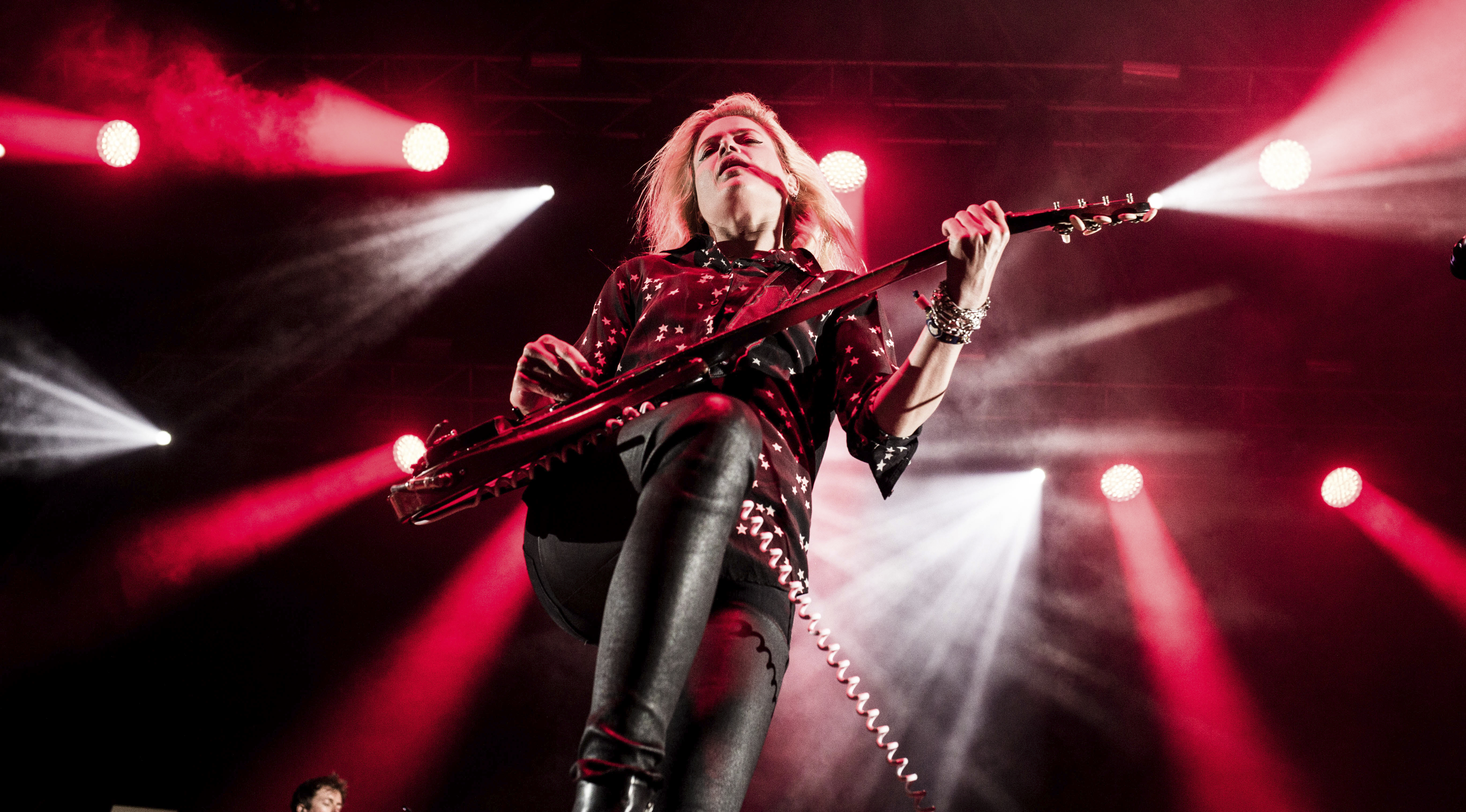
ライブでのアリソン・モシャート（2016年）

2002年、ドミノ・レコーズから『Black Rooster EP』でデビュー。
2003年3月10日、デビューアルバム『Keep on your mean side』をリリース。
2005年2月21日、2作目のアルバム『No Wow』をリリース。
2008年3月10日、3作目のアルバム『Midnight Boom』をリリース。
2011年4月3日、4作目のアルバム『Blood Pressures』をリリース。
2016年6月3日、5作目のアルバム『Ash & Ice』をリリース。

## メンバー
ジェイミー・ヒンス　"ホテル"　(Jamie Hince  "Hotel") イギリス人男性。主にギター。ボーカルも担当。
- イギリスのバンド、スカーフォ(Scarfo)とブライスパワー(Blyth Power)で活動していた。
- 2007年から交際をしているスーパーモデルのケイト・モスの恋人として何度も婚約のニュースが流れ、そのたびメディアで大きく取り上げられ話題を呼んだ。
- 2011年7月1日、ケイト・モスとイギリスのコッツウォルズの聖ピーター教会で結婚式を挙げた。(シネマトゥデイ)

アリソン・モシャート "ヴィヴィ" (Alison Mosshart "VV") アメリカ人女性。主にボーカル。ギターも担当。
- フロリダのパンクバンド、ディスカウント(Discount)で活動していた。

## 使用機材
Jamie Hince Hotel

ギター

Hofner/169

Hofner/176  "Galaxie"  Model1972

アンプ

Fender/Twin Reverb'60

VOX/AC30 '60

Burns/Orbit 3 '60

Divided By Thirteen/

エフェクター

BOSS/DD-3 (デジタル・ディレイ)

BOSS/DD-6 (デジタル・ディレイ)

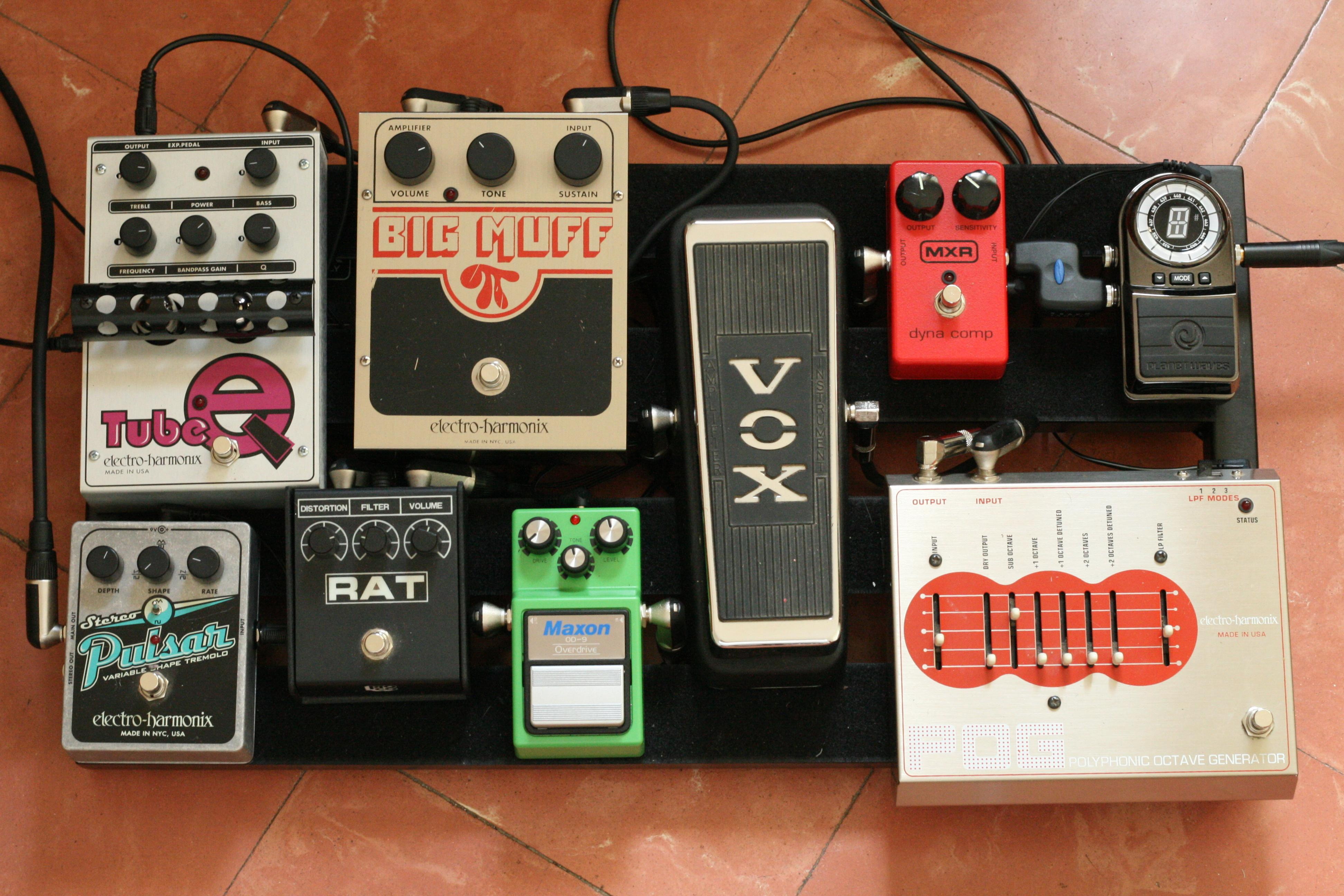
hotelのエフェクターボード

Electro-Harmonix/POG (オクターバー)

ELECTRO-HARMONIX/Tube EQ (イコライザー)

ELECTRO-HARMONIX/Big Muff (ディストーション)

ELECTRO-HARMONIX/STEREO PULSAR (トレモロ)

PROCO/RAT2 (ディストーション)

Maxon/Overdrive OD-9 (オーバードライブ)

MXR/DYNACOMP (コンプレッサー)

PLANET WAVES/PW-CT-04 (チューナー)

BOSS/TU-2 (チューナー)

VOX/WAH WAH PEDAL (ワウペダル)

弦

フェンダーバレット .010-.052 

Alison Mosshart VV

ギター

Hagstrom/'60

アンプ

Burns/Orbit 3 '60

弦

フェンダーバレット .010-.052

## 評価
- 「セクシーでブルージーなロック」（NME誌）
- 「'02年に遭遇したベスト・バンド」（NME誌）
- 「2003年最高のバンド」(プライマル・スクリーム、ボビーギレスビー)

## ディスコグラフィー

### スタジオ・アルバム
- キープ・オン・ユア・ミーン・サイド - Keep on your mean side （2003年3月10日）[3]
- ノー・ワウ - No Wow （2005年2月21日）[4]
- ミッドナイト・ブーム - Midnight Boom （2008年3月10日）[5]
- ブラッド・プレッシャーズ  - Blood Pressures （2011年4月3日）[6]
- アッシュ・アンド・アイス - Ash & Ice  （2016年6月3日）[7]

## 来日公演
- 2003年
  - 5月14日 東京 原宿アストロホール
  - 8月2日 千葉 幕張メッセ - SUMMER SONIC TOKYO
  - 8月3日 大阪 WTCオープンエアスタジアム - SUMMER SONIC OSAKA
- 2004年
  - 12月13日 東京 SHIBUYA-AX (ジョン・スペンサー・ブルース・エクスプロージョンのオープニング・アクトとして)
  - 12月14日 東京 SHIBUYA-AX
- 2008年
  - 2月9日 東京 六本木YELLOW
  - 8月9,10日 SUMMER SONIC 2008（ドラムマシーンの故障により公演キャンセル）
  - 12月8日 東京 渋谷O-EAST
  - 12月9日 大阪 SOMA
- 2011年
  - 7月31日 新潟 苗場スキー場 - Fuji Rock Festival
- 2017年
  - 2月26日 東京 新木場STUDIO COAST - Hostess Club Weekender

## 関連バンド
- PJ ハーヴェイ
- LCDサウンドシステム
- Royal Trux
- ホワイト・ストライプス
- ヴェルヴェット・アンダーグラウンド
- プリテンダーズ
- デッド・ウェザー（ヴィヴィがボーカルとして参加）